# Стерьо Ташков
Стерьо Ташков е български революционер, деец на Вътрешна македоно-одринска революционна организация.

## Биография
Роден е във влашко семейство в костурското село Желин, тогава в Османската империя, днес Хилиодендро, Гърция. Завършва педагогическия курс на българската гимназия в Битоля. Влиза във ВМОРО и изпълнява терористични задачи. От 1902 година е нелегален четник в четата на Васил Чекаларов. През Илинденско-Преображенското въстание в 1903 година е войвода в Костенарията. Загива при нещастен случай в Пазарджик в 1906 година.
Георги Константинов Бистрицки пише за него:
| „ | Стерьо Ташков от с. Желин, свършил I курс на Битолското непълно педагогическо училище, буен по природа и смел юнак, изкусен атентатор и изтребител на ренегати, участвал във всички грамоски сражения през време на въстанието, умря в Т. Пазарджик от тежката му рана, нанесена от братска ръка. | “ |